# Lernen lernen
Lernen lernen ist ein Schlüsselbegriff der Bildungsreformdebatte. Der Begriff wurde durch die Empfehlungen des Deutschen Bildungsrats um 1970 bundesweit bekannt.

## Begriff
Mit Lernen lernen wurde die „Fähigkeit, immer wieder neu zu lernen“, in den Mittelpunkt der Überlegungen gestellt. Zeitgleich wurde „Lebenslanges Lernen“ (Life-long-learning) als ständiges Dazulernen als quasi kumulatives Verständnis von Lernen als Variante entwickelt.

## Nach Leitner
1973 veröffentlichte der deutsche Publizist Sebastian Leitner seine Methode des Lernens mit einer Lernkartei, die sich seither weltweit verbreitet hat (Vokabeltrainer). Seit den 1980er Jahren wird das Werk unter dem Titel So lernt man lernen vertrieben und auch heute noch immer wieder aufgelegt.
Leitner erklärte die Notwendigkeit, Lernenden in Schule, Studium und Beruf nicht nur Inhalte zu vermitteln, sondern auch Methoden, wie diese Inhalte möglichst schnell und nachhaltig gelernt werden können. Er benennt den Übergang von Lerninhalten vom Ultrakurzzeitgedächtnis zum Kurzzeitgedächtnis und von dort ins Langzeitgedächtnis als einen entscheidenden Grund, warum soviel Gelerntes wiedervergessen wird. Ein weiterer ist das „ineffektive“ Wiederholen von bereits Gelerntem: Man wiederholt unterschiedslos Gelerntes, das man vergessen hat, und Gelerntes, an das man sich erinnert, und verschwendet so wertvolle Lernzeit (s. auch spaced repetition). Die Lernumgebung inklusive seinem Potenzial der Ablenkung hat dabei großen Einfluss. Leitner erklärt in Lernen lernen, wie das Lernen mit allen Sinnen und diversen Tricks erfolgen muss, um erfolgreich zu sein. Die Schlüsseltechnik zur Umsetzung seiner Theorie ist die von ihm entwickelte Lernkartei.  Wichtig ist aber auch, die Lerninhalte wie Vokabeln dann auch schnell im Langzeitgedächtnis aufzufinden, wenn sie – etwa in einer Sprechsituation oder einer Prüfung – benötigt werden. Auch hierfür liefert Lernen lernen Tricks. 
In der Fachliteratur gilt die Methode als zu eng auf Vokabeltraining bezogen. 

## Neuere Theorie
In der neueren Literatur wird das Lernen des Lernens im begrifflichen Spannungsfeld zwischen Lernmethoden als Lerntraining wie bei Leitner, als Strategie der Metakognition oder als weitreichende Prinzipien des eigenständigen Lernens wie bei Beck/Guldimann/Zutavern verstanden. Die dabei genannten Lernstrategien können in allen Fächern und Inhaltsbereichen implementiert werden.
Peter O. Chott fasst „Lernen lernen“ als umgangssprachliche Wendung der „Förderung von Methodenkompetenz“ auf und definiert folgendermaßen:
Lernen lernen (LL) bedeutet das (Er)Lernen von Techniken/Methoden/Strategien und „Haltungen“ zu
- Info+Wissens-Aufnahme
- Info+Wissens-Verarbeitung und -Speicherung
- Info+Wissens-Anwendung (= Primärstrategien)
- Organisationshilfen
- Konzentration/Entspannung
- Motivation
- Kontrolle (= Stützstrategien)

„Haltungen“ beinhalten subjektive Überzeugungen, objektive Überzeugungen, interobjektive Wertungen und interobjektiver Selbst- und Weltbezug. Sie gehören zum Lernen ebenso dazu wie die eher technischen Strategien.
Lernen lehren bedeutet das Lehren der genannten Techniken, Methoden, Strategien und Haltungen im Sinne eines „mathetischen Verständnisses“. Dieses beinhaltet ein schülerorientiertes Fördern von Lernenden.